# Göppingen
Göppingen là một thị trấn nằm ở miền nam nước Đức, thuộc bang Baden-Württemberg. Nơi đây là thủ phủ của huyện Göppingen. Thị trấn này có diện tích 59,21 km², dân số thời điểm 31 tháng 12 năm 2020 là 57.974 người.

## Danh sách thị trưởng
- 1819–1824: Viktor David Keller
- 1824–1858: Ludwig Heinrich Widmann
- 1858–1881: Georg Christian Philipp Friedrich Seefried (1814 - 1881)
- 1881–1908: Gottlob Friedrich Allinger
- 1908–1919: Julius Keck (1869 - 1924)
- 1919–1933: Otto Hartmann
- 1933–1945: Erich Pack
- 1945–1954: Christian Eberhard (1886 - 1973)
- 1954–1980: Herbert König
- 1981–1996: Hans Haller
- 1997–2004: Reinhard Frank (sinh năm 1955), (CDU)
- 2005-2021: Guido Till (sinh năm 1955), (SPD/cử tri tự do/CDU)
- since 2021: Alexander Maier (sinh năm 1991), (Đảng xanh)

## Địa phương kết nghĩa
Göppingen kết nghĩa với:
- Foggia, Ý (1971)

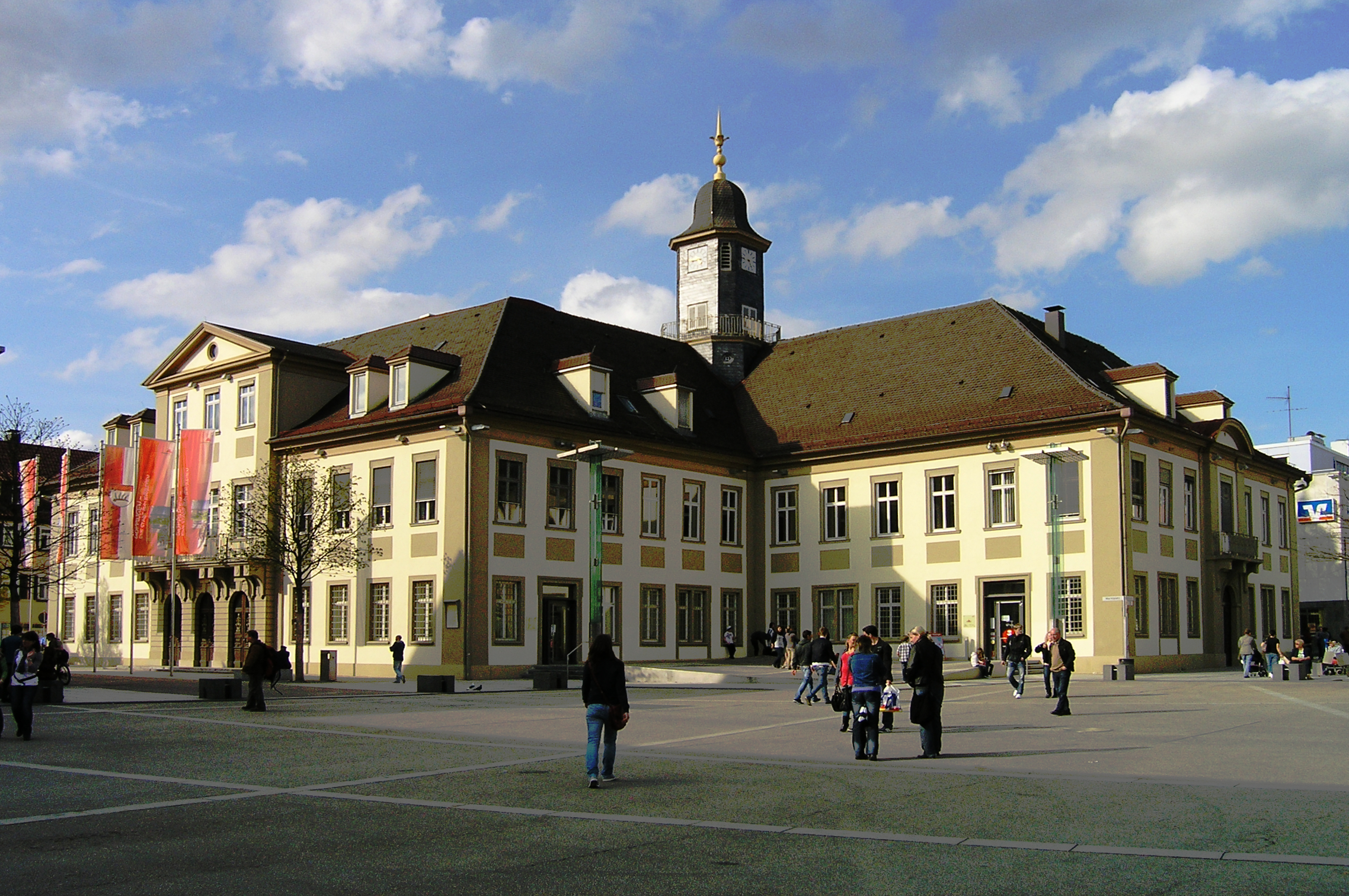
Tòa thị chính

- Klosterneuburg, Áo (1971)
- Pessac, Pháp (2000)
- Sonneberg, Đức (1990)